# Luca Rangoni
Luca Rangoni (ur. 23 września 1968 roku w Bolonii) – włoski kierowca wyścigowy.

## Kariera
Rangoni rozpoczął karierę w wyścigach samochodowych w 1989 roku od startów w Formule Alfa Boxer, gdzie trzykrotnie stawał na podium. Z dorobkiem czternastu punktów uplasował się na siódmej pozycji w klasyfikacji generalnej. W późniejszych latach pojawiał się także w stawce Włoskiej Formuły 3, Masters of Formula 3, Grand Prix Monako Formuły 3, Grand Prix Makau, Formuły 3000, Renault Sport Clio Trophy, FIA GT Championship, Clio Speed Trophy, Italian Super Production Car Championship, European Touring Car Championship, Renault Clio Cup Italy, World Touring Car Championship, Włoskiego Pucharu Porsche Carrera, Superstars Championship Italy, GT3 Cup -Coppa Paul Frère, Superstars International Series, Italian GT Championship, Trofeo Castrol SEAT Leon Supercopa, International GT Open, Italian GT Championship, Italian Touring Endurance Championship, Endurance Champions Cup, MINI Challenge Italy, Blancpain Endurance Series oraz Campionato Italiano Gran Turismo.
W Formule 3000 Włoch wystartował na torze Circuit de Pau-Ville w sezonie 1996 z włoską ekipą Shannon Racing. Zajął tam szóste miejsce, które dało mu jeden punkt do klasyfikacji generalnej. Został sklasyfikowany na siedemnastej pozycji.